# پروتکل سیگنال
پروتکل سیگنال (انگلیسی: Signal Protocol) (قبلاً با نام پروتکل تکست‌سکیور شناخته می‌شد) یک پروتکل رمزنگاری غیر فدراسیونی است که می‌تواند برای ارائه رمزگذاری سرتاسر برای تماس‌های صوتی، تماس‌های ویدئویی و پیام‌رسانی فوری استفاده شود. این پروتکل توسط اوپن ویسپر سیستمز در سال ۲۰۱۳ توسعه یافت و برای اولین بار در برنامه متن باز تکست‌سکیور، که بعدها تبدیل به سیگنال شد، استفاده شد. از آن زمان به بعد در برنامه‌های منبع بسته مانند واتس‌اپ اجرا شد که گفته می‌شود گفتگوی «بیش از یک میلیارد نفر در سراسر جهان» را رمزگذاری می‌کند. طبق گفته پیام‌رسان فیس‌بوک آنها نیز پروتکل «مکالمات مخفی» اختیاری را ارائه می‌دهند، همان‌طور که گوگل الو برای «حالت ناشناس» آن را ارائه می‌دهد.
این پروتکل شامل الگوریتم دابل رچت، پیش‌کلیدها و سه‌گانه پروتکل تبادل کلید دیفی-هلمن (3-DH) دست است و به عنوان پایه رمزنگاری از منحنی ۲۵۵۱۹، استاندارد رمزنگاری پیشرفته و کد اصالت‌سنجی پیام بر پایه درهم‌سازی استفاده می‌کند.